# Tx26-427

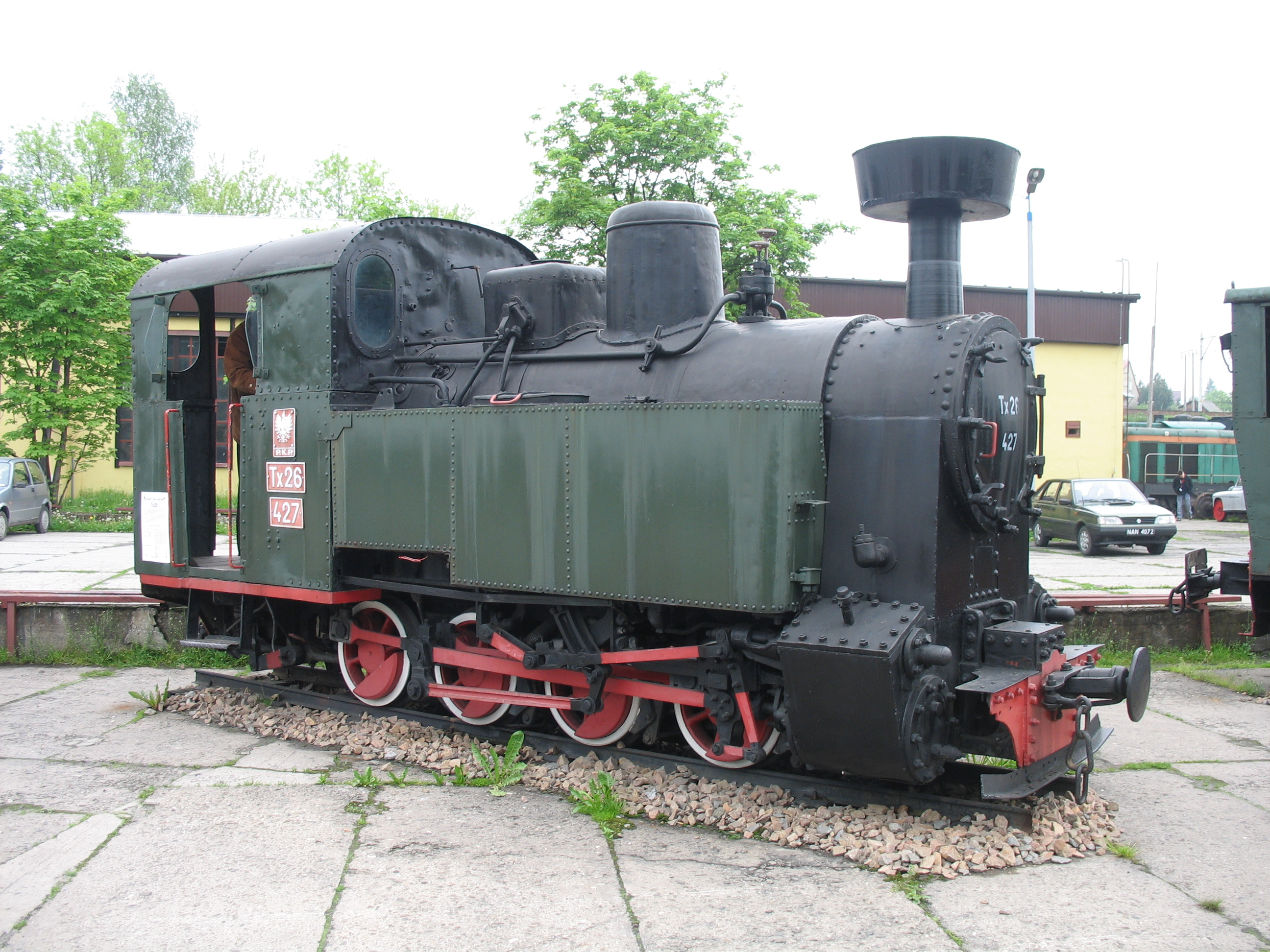
Tx26-427

Tx26-427 – polski parowóz wąskotorowy na tor o rozstawie 600 mm, wyprodukowany w 1928 roku w Pierwszej Fabryce Lokomotyw w Polsce SA (Fablok) w Chrzanowie jako jedyny zbudowany parowóz typu W2A. Tendrzak o układzie osi D (0-4-0T), z silnikami bliźniaczymi na parę nasyconą. Poprzednio nosił oznaczenia PKP D3-1002, DRG 99 1575 i PKP Tx3-427. Od 1961 roku został zaliczony do serii PKP Tx26 (wraz z lokomotywami typu W1A). Służył do 1975 roku na PKP na różnych kolejach, zachowany jako nieczynny eksponat w skansenie taboru kolejowego w Chabówce.

## Historia budowy
Pojedynczy parowóz typu W2A o numerze fabrycznym 179 powstał w 1928 roku w Pierwszej Fabryce Lokomotyw w Polsce (Fablok) w Chrzanowie, na zamówienie Ministerstwa Spraw Wojskowych z 1927 roku, jako prototyp lokomotywy dla wojskowych kolei polowych, z możliwością pracy na torze o rozstawie 600 lub 750 mm (po przystosowaniu). Lokomotywa została opracowana w Fabloku z udziałem prof. Antoniego Xiężopolskiego, przy czym w konstrukcji częściowo wykorzystano dokumentację wcześniejszych parowozów Fabloku typów W1A i W3A, wywodzących się z projektu austriackiego. Wyprodukowanie podwozia z silnikami i układem napędowym Fablok podzlecił jednak Warszawskiej Spółce Akcyjnej Budowy Parowozów (WSABP), a kotła – zakładom Fitzner-Gamper-Zieleniewski w Sosnowcu. Należy zaznaczyć, że projekt podobnej lokomotywy wojsko zamówiło także w WSABP (późniejszy Tx28-1272 typu Kujawy). Parowóz z Chrzanowa otrzymał wojskowy numer I-III 1002p. Próby wypadły dobrze, ale z nieznanych powodów oba parowozy nie zostały ostatecznie przejęte przez wojsko, preferujące konstrukcje zagraniczne, natomiast zakupiło je Ministerstwo Komunikacji dla Polskich Kolei Państwowych. Dalszych lokomotyw tego typu nie budowano, lecz rozwinięciem konstrukcji typu W2A stały się parowozy typu W5A.

## Konstrukcja
Wąskotorowy tendrzak, o układzie osi D, z silnikami bliźniaczymi na parę nasyconą (Dn2t). Budka maszynisty z tyłu z drzwiami połówkowymi po bokach oraz drzwiami przejściowymi w tylnej ścianie, umożliwiającymi pracę z pomocniczym tendrem. Parowóz w skrzyniach po bokach kotła przewoził 0,5 t węgla i 1,5 m³ wody. Porównanie fotografii wskazuje, że w obecnym stanie po renowacji parowóz posiada dłuższe skrzynie wodne, niż oryginalne, które kończyły się między pierwszą a drugą osią.
Kocioł płomieniówkowy, z miedzianą skrzynią ogniową (podczas napraw głównych pomiędzy 1953 a 1966 rokiem wymienioną na stalową). Na kotle umieszczony zbieralnik pary i piasecznica. W zbieralniku znajdowała się zaworowa przepustnica pary typu Cara z napędem wewnątrz kotła i labiryntowym osuszaczem pary. Na pokrywie zbieralnika pary zawory bezpieczeństwa typu Pop-Coale. Komin z turbinowym odiskiernikiem Rihoseka. Zasilanie w wodę za pomocą dwóch inżektorów Friedmanna o wydajności 60 l/min.
Ostoja belkowa, o grubości belek 60 mm, odsprężynowana za pomocą resorów płaskich, z czterema punktami podparcia. Osie: pierwsza i trzecia były sztywne, druga miała przesuw boczny po 5 mm, a czwarta po 10 mm na każdą stronę, przez co parowóz mógł pokonywać łuki o promieniu 30 m.
Bliźniacze silniki parowe z suwakami płaskimi, napędzały trzecią oś poprzez jednoprowadnicowe krzyżulce i korbowody. Zastosowano mechanizm parorozdzielczy z jarzmem kulisy systemu Huna i z nawrotnicą dźwigniową. Do smarowania silników służył lubrykator, zamieniony po wojnie na smarotłocznię Friedmanna. Hamulce: parowy i ręczny dźwigniowy, działały na wspólny wał, z którego hamowano pierwsze trzy osie. Parowóz posiadał oświetlenie naftowe, w latach 50./60. zamienione na elektryczne, zasilane z turbozespołu.

## Eksploatacja
Parowóz typu W2A otrzymał na PKP pierwotnie oznaczenie D3-1002 i służył początkowo na Kolei Sierpc – Lubicz, stacjonując w parowozowni Lipno. Po zastąpieniu tej kolei przez linię normalnotorową, w 1938 roku został przesłany, według różnych wersji, na Kolej Jędrzejowską, lub na Kolej Ostrołęcką, do parowozowni w Myszyńcu. Podczas II wojny światowej został przejęty pod zarząd niemiecki i w 1940 roku oznaczony według zasad DRG jako 99 1575. Najpóźniej w tym roku też trafił na Kolej Ostrołęcką, gdzie służył podczas wojny. W grudniu 1944 roku parowóz miał być ewakuowany na zachód koleją ze stacji Pupy, lecz wobec braku platform normalnotorowych, został uszkodzony granatami i tam pozostawiony.
Po wojnie ponownie przejęty przez PKP, został naprawiony w połowie 1945 roku w Myszyńcu i powrócił do eksploatacji na tej samej kolei. W 1947 roku został zaliczony według systemu oznaczeń PKP do zbiorczej serii Tx3, otrzymując oznaczenie Tx3-427. Po zmianie systemu oznaczeń polskich parowozów, w 1961 roku otrzymał ostateczne oznaczenie Tx26-427, mylnie zaliczony do serii Tx26 (z uwagi na rok zatwierdzenia dokumentacji powinien zostać oznaczony Tx28). Ze względu na niewielki zabierany zapas węgla i wody, pracował cały czas z pomocniczym tendrem. W dalszym ciągu służył na Kolei Ostrołęckiej do jej zamknięcia w 1973 roku. Został wówczas skierowany do naprawy głównej w Zakładach Naprawczych Taboru Kolejowego w Nowym Sączu, które jednak zaprzestały w tym okresie remontów parowozów i naprawy nie podjęto.
Według niektórych źródeł, od marca 1974 roku został przydzielony do parowozowni w Białośliwiu, od października w Witaszycach, a 3 marca 1975 roku został wycofany z eksploatacji. Parowóz został przekazany wówczas dla Muzeum Kolejnictwa w Warszawie (bez tendra), a następnie wypożyczony Muzeum Kolei Wąskotorowej w Wenecji, gdzie oczekiwał na odbudowę na bocznicy w Biskupinie, będąc w bardzo złym stanie. Dopiero w 1993 roku przekazano go do Skansenu Taboru Kolejowego w Chabówce, gdzie ostatecznie dokonano jego odbudowy do stanu eksponatu i ustawiono na pomniku.
| Numer fabryczny | Rok produkcji | Oznaczenia        | Oznaczenia  | Oznaczenia        | Oznaczenia    | Oznaczenia  | Los                          |
| Numer fabryczny | Rok produkcji | pierwotne MSWojsk | PKP do 1939 | DRG/PKP 1940-1947 | PKP 1947-1960 | PKP od 1961 | Los                          |
| --------------- | ------------- | ----------------- | ----------- | ----------------- | ------------- | ----------- | ---------------------------- |
| Fablok 179      | 1928          | I-III 1002p       | D3-1002     | 99 1575           | Tx3-427       | Tx26-427    | wycofany w 1975 r., eksponat |